# Parteihochburg
Als Parteihochburg werden Orte, Wahlbezirke, Wahlkreise oder Regionen bezeichnet, in denen die jeweilige politische Partei mehrfach besonders hohe Stimmenanteile erhalten hat. Das ist durch die Parteitradition, durch bestimmte Wählerschichten, durch Stammwähler, die in der Region überwiegend leben oder durch andere Umstände zu begründen.

## Deutschland
Beispiele für konstante Parteihochburgen in Deutschland:

### Bundesländer
- Baden-Württemberg:

Die CDU hatte hier jahrzehntelang eine vorgehobene Stellung, insbesondere in den ländlichen Landesteilen im Südosten (Oberschwaben) und Nordosten (Franken). Sie stellte von 1953 bis 2011 ununterbrochen alle Ministerpräsidenten. Der mittlere Teil des Bundeslandes gilt als eine Hochburg der FDP. Baden-Württemberg gilt generell als Stammland der FDP, wo sie regelmäßig ihre besten Wahlergebnisse erzielt. Den Mannheimer Norden dominierte bis zuletzt die SPD und vor kurzem auch die AfD. Die Grünen sind vor allem in Universitätsstädten wie Tübingen und Freiburg stark vertreten. Bei der Landtagswahl 2011 erreichten sie 24,2 Prozent und stellen seitdem mit Winfried Kretschmann ihren ersten und bisher einzigen Ministerpräsidenten in Deutschland. Bei den Landtagswahlen 2011, 2016 und 2021 erreichten die Grünen ihre drei besten Landtagswahlergebnisse überhaupt in Deutschland. Bei den Kommunalwahlen 2024 wurde die AfD in der Großstadt Pforzheim mit 22,0 Prozent stärkste Kraft. In den Städten Rastatt (20,61 Prozent) und Göppingen (17,36 Prozent) wurde die AfD jeweils zweitstärkste Partei.
- Bayern:

In Bayern ist die CSU in fast allen Wahlbezirken die stärkste Partei. Besonders stark ist sie in den Bezirken Oberbayern, Niederbayern, Schwaben und  Unterfranken. In München und Nürnberg ist die SPD deutlich stärker vertreten und stellt hier auch zumeist den Oberbürgermeister. Auch die Grünen schneiden dort besser ab als anderswo.
- Berlin:

Der Ostteil der Stadt ist eine Hochburg der Partei Die Linke, die hier bei den Bundestagswahlen zwischen 2005 und 2017 alle vier Direktmandate erzielte und bei den Wahlen zum Abgeordnetenhaus von 2016 und 2021, wie schon um die Jahrtausendwende, stärkste Partei wurde. Außerdem ist Berlin eine Grünen-Hochburg, im Bundestagswahlkreis Berlin-Friedrichshain-Kreuzberg – Prenzlauer Berg Ost konnten die Grünen fünfmal in Folge ihr jeweils einziges Direktmandat erringen. Bei der Abgeordnetenhauswahl 2011 erreichten die Grünen mit 17,6 Prozent ihr bis dato zweitbestes Wahlergebnis überhaupt bei Landtagswahlen. Sie stellen in der Stadt auch einige Bezirksbürgermeister. Die AfD gewann  2016 im Bezirk Marzahn-Hellersdorf die meisten Zweitstimmen und hat seither mehrere Stadtratsposten besetzt.
- Brandenburg:

Hier erzielt die SPD regelmäßig den Wahlsieg und stellt seit Gründung des Bundeslandes 1990 die Ministerpräsidenten, während die CDU oft schlechte Wahlergebnisse einfährt.
- Bremen:

Seit dem Zweiten Weltkrieg wird das Land durchgehend von einem SPD-Bürgermeister geführt. Auch die Grünen sind hier stark und seit dem Jahr 2007 an der Regierung beteiligt, so lange wie in keinem anderen Bundesland.
- Hamburg:

Die SPD erreichte bei der Bürgerschaftswahl 2020 mit 39,2 Prozent ihr aktuell bestes Landtagswahlergebnis aller Bundesländer. Die Grünen erzielten 24,2 Prozent und haben, wie in den anderen Stadtstaaten, auch hier eine Hochburg.
- Hessen:

Während Hessen zwischen den 1950ern und 1970ern wegen der Stärke der SPD als „rotes Hessen“ bekannt war, ist heute seit 1999 die CDU die stärkste Partei und stellt den Ministerpräsidenten. Außerdem erzielen hier FDP und Grüne relativ hohe Stimmanteile, besonders im Rhein-Main-Gebiet. Die SPD hat Hochburgen im Norden des Bundeslandes.
- Niedersachsen:

Die CDU kommt im Emsland, im Landkreis Cloppenburg und im Landkreis Vechta regelmäßig auf mehr als 50 Prozent der Stimmen, die SPD hingegen erzielte bei den Bundestagswahlen 2005 und 2017 im Wahlkreis Aurich – Emden ihr bundesweit bestes Zweitstimmenergebnis. Der Süden des Bundeslandes um die Großstädte Hannover und Braunschweig gilt als Gebiet mit hoher SPD-Wahlquote.
- Nordrhein-Westfalen

Zwischen 1966 und 2005 und von 2010 bis 2017 stellte die SPD in NRW ununterbrochen den Ministerpräsidenten und das Land galt als „Herzkammer der SPD“. Hochburgen hat die SPD vor allem im zentral gelegenen Ruhrgebiet sowie in den zahlreichen Großstädten. In den ländlichen Regionen im Süden (Eifel), Norden (Münsterland) sowie im Südosten (Sauerland und Siegerland) dominiert die CDU. Außerdem ist die FDP in NRW verhältnismäßig stark, während die Grünen hier oft unterdurchschnittliche Wahlergebnisse erzielen.
- Rheinland-Pfalz:

Bis Anfang der 1990er Jahre hatte hier die CDU eine vorrangige Stellung, seitdem erreicht die SPD bei den Landtagswahlen die relative Mehrheit der Stimmen und stellt seit 1991 die Ministerpräsidenten.
- Saarland:

Während der Zeit Oskar Lafontaines als Ministerpräsident war das Saarland eine SPD-Hochburg mit absoluter Mehrheit von 1985 bis 1999. Von 1999 bis 2021 war die CDU stärkste Kraft im Land, besonders stark ist sie im Landkreis St. Wendel, in dem nahezu alle Städte und Gemeinden mit absoluter Mehrheit von der CDU regiert werden. Während der Amtszeit Oskar Lafontaines als Fraktionsvorsitzendem von 2009 bis 2022 erzielte Die Linke im Saarland ihre besten Ergebnisse in einem westdeutschen Bundesland.  Mit der Bundestagswahl 2021 und der Landtagswahl im Saarland 2022 verlor die CDU ihre Mehrheit im Saarland. Anke Rehlinger und die SPD regieren seitdem wieder mit einer absoluten Mehrheit im Saarländischen Landtag.
- Sachsen:

Sachsen ist eine Hochburg der CDU, die jedoch bei der Landtagswahl 2004 erstmals seit 1990 ihre absolute Mehrheit verlor, nicht zuletzt aufgrund der hohen Stimmenanteile für die NPD, insbesondere im wirtschaftlich schwächeren Ostteil des Landes. Die NPD war von 2004 bis 2014 im Landtag, so lange wie sonst nur in Mecklenburg-Vorpommern. Bei der Bundestagswahl 2013 erreichte die AfD in Sachsen mit 6,8 Prozent ihr bis dato bestes Länderergebnis, genau wie 2017, wo die AfD mit 0,1 Prozent vor der CDU sogar stärkste Kraft wurde. Insbesondere Ostsachsen kristallisierte sich nach der Bundestagswahl 2017 und der Europa- und Landtagswahl 2019 als Hochburg der AfD heraus.
- Schleswig-Holstein:

Hier haben FDP und Grüne Hochburgen und erzielen deutlich höhere Ergebnisse als in anderen Ländern.
- Thüringen:

Hier ist Die Linke relativ stark. Bei der Landtagswahl 2019 erreichte die Partei 31,0 Prozent und wurde erstmals in der Geschichte der Bundesrepublik Deutschland bei einer Landtagswahl stärkste Kraft. Seit 2014 stellt Die Linke mit Bodo Ramelow auch ihren ersten und bisher einzigen Ministerpräsidenten. Auch die AfD unter Führung Björn Höckes hat hier eine Hochburg; bei der Landtagswahl 2024 wurde sie erstmals in einem Bundesland stärkste Kraft.

### Parteien
Die Union erzielt ihre besten Wahlergebnisse traditionell in Süddeutschland und in katholisch geprägten Gebieten. Generell schneidet die Union im ländlichen Raum deutlich stärker ab als in Großstädten.
Die SPD hat ihre Hochburgen in Nord- und Westdeutschland, Nordrhein-Westfalen galt bis zuletzt als „Herzkammer der SPD“ und wurde zwischen 1966 und 2005 ausnahmslos von ihr geführt. In Ost- und Süddeutschland hingegen erreicht die SPD meist nur schwache Wahlergebnisse.
Die AfD ist vor allem in strukturschwachen Gebieten und Ostdeutschland stark, wo sie mittlerweile in allen Ländern mindestens zweitstärkste Partei ist. Speziell Sachsen und Thüringen entwickelten sich zu klaren AfD-Hochburgen. Ihre schwächsten Wahlergebnisse erreicht die Partei in Nord- und Westdeutschland.
Die FDP hat ihre Hochburgen vor allem in Schleswig-Holstein, Nordrhein-Westfalen, Hessen und Baden-Württemberg, welches als Stammland der FDP gilt. Schwach ist die FDP in Ostdeutschland und Bayern.
Die Linke erzielt aus historischen Gründen in Ostdeutschland deutlich stärkere Wahlergebnisse als im Westen. Hier scheitert Die Linke bei Landtagswahlen nicht selten an der Fünf-Prozent-Hürde. Eine Besonderheit stellt das Saarland dar, welches, wohl aufgrund der dortigen Popularität Oskar Lafontaines, als Hochburg der Linken galt.
Bündnis 90/Die Grünen sind in Westdeutschland deutlich stärker als im Osten. In Baden-Württemberg stellen sie seit 2011 mit Winfried Kretschmann ihren ersten und bisher einzigen Ministerpräsidenten. Auch in Schleswig-Holstein, Hessen und den Stadtstaaten sind die Grünen relativ stark. Generell erzielen sie in Großstädten deutlich bessere Ergebnisse als in ländlichen Regionen. Zudem sind die Grünen in strukturstarken Regionen, wie dem Rhein-Main-Gebiet oder Teilen Süddeutschlands, deutlich stärker als in strukturschwachen Regionen.

### Hochburgen nach Partei (Zweitstimmen)
Es sind alle Parteien, die im gesamten Wahlgebiet mindestens ein halbes Prozent der gültigen Stimmen (Hürde für die staatliche Parteienfinanzierung) erhielten, aufgelistet.
| Partei       | Bundestagswahlkreis                                     | Land                | Zweitstimmen |
| ------------ | ------------------------------------------------------- | ------------------- | ------------ |
| AfD          | Görlitz                                                 | Sachsen             | 32,6 %       |
| CDU          | Cloppenburg – Vechta                                    | Niedersachsen       | 38,4 %       |
| CSU          | Bad Kissingen                                           | Bayern              | 37,7 %       |
| FDP          | Rottweil-Tuttlingen                                     | Baden-Württemberg   | 18,1 %       |
| Freie Wähler | Rottal-Inn                                              | Bayern              | 15,0 %       |
| Grüne        | Berlin-Friedrichshain – Kreuzberg – Prenzlauer Berg Ost | Berlin              | 36,8 %       |
| Die Linke    | Berlin-Lichtenberg                                      | Berlin              | 18,3 %       |
| Die PARTEI   | Dortmund I                                              | Nordrhein-Westfalen | 3,5 %        |
| SPD          | Aurich – Emden                                          | Niedersachsen       | 43,5 %       |
| Die Basis    | Offenburg                                               | Baden-Württemberg   | 3,5 %        |

| Partei           | Bundestagswahlkreis                                     | Land                | Zweitstimmen |
| ---------------- | ------------------------------------------------------- | ------------------- | ------------ |
| AfD              | Sächsische Schweiz – Osterzgebirge                      | Sachsen             | 35,5 %       |
| CDU              | Cloppenburg – Vechta                                    | Niedersachsen       | 53,1 %       |
| CSU              | Traunstein                                              | Bayern              | 44,6 %       |
| FDP              | Düsseldorf I                                            | Nordrhein-Westfalen | 19,7 %       |
| Freie Wähler     | Landshut                                                | Bayern              | 5,5 %        |
| Grüne            | Freiburg                                                | Baden-Württemberg   | 21,2 %       |
| Die Linke        | Berlin-Lichtenberg                                      | Berlin              | 29,3 %       |
| Die PARTEI       | Berlin-Friedrichshain – Kreuzberg – Prenzlauer Berg Ost | Berlin              | 3,5 %        |
| SPD              | Aurich – Emden                                          | Niedersachsen       | 37,8 %       |
| Tierschutzpartei | Oberhavel – Havelland II                                | Brandenburg         | 2,0 %        |

| Partei       | Bundestagswahlkreis                                     | Land                | Zweitstimmen |
| ------------ | ------------------------------------------------------- | ------------------- | ------------ |
| AfD          | Görlitz                                                 | Sachsen             | 8,2 %        |
| CDU          | Cloppenburg – Vechta                                    | Niedersachsen       | 63,2 %       |
| CSU          | Rottal-Inn                                              | Bayern              | 58,8 %       |
| FDP          | Düsseldorf I                                            | Nordrhein-Westfalen | 9,2 %        |
| Freie Wähler | Landshut                                                | Bayern              | 5,3 %        |
| Grüne        | Berlin-Friedrichshain – Kreuzberg – Prenzlauer Berg Ost | Berlin              | 20,8 %       |
| Linke        | Berlin-Lichtenberg                                      | Berlin              | 34,6 %       |
| NPD          | Sächsische Schweiz – Osterzgebirge                      | Sachsen             | 5,1 %        |
| Piraten      | Berlin-Friedrichshain – Kreuzberg – Prenzlauer Berg Ost | Berlin              | 5,8 %        |
| SPD          | Gelsenkirchen                                           | Nordrhein-Westfalen | 44,0 %       |

## Österreich
Es sind alle Parteien, die im gesamten Wahlgebiet mehr als ein Prozent der gültigen Stimmen (Hürde für die einmalige Parteienförderung) erhielten, aufgelistet.
| Partei | Regionalwahlkreis | Land       | Stimmen |
| ------ | ----------------- | ---------- | ------- |
| FPÖ    | Weststeiermark    | Steiermark | 22,6 %  |
| GRÜNE  | Wien Innen-West   | Wien       | 32,1 %  |
| JETZT  | Wien Innen-West   | Wien       | 3,7 %   |
| NEOS   | Wien Innen-West   | Wien       | 14,0 %  |
| ÖVP    | Osttirol          | Tirol      | 55,0 %  |
| SPÖ    | Wien Süd          | Wien       | 34,6 %  |

## Schweiz
Die Ermittlung der Parteihochburgen der Schweiz gestaltet sich wesentlich schwieriger als die Ermittlung der Parteihochburgen Deutschlands und Österreichs. Die Wahlen des Nationalrats und des Ständerats eignen sich kaum zur Feststellung von Parteipräferenzen der Kantone, weil manche Kantone nur einen Abgeordneten je Kammer wählen. In dieser Hinsicht sind die Wahlen der Kantonsparlamente aussagekräftiger. In manchen Kantonen wird jedoch die Sitzverteilung in den Kantonsparlamenten durch Majorzwahlen ermittelt, wodurch keine vergleichbaren Ergebnisse vorliegen. Deshalb wurden die Parteihochburgen in der folgenden Tabelle durch die Berechnung des Anteils der gewonnenen Mandate an der Gesamtzahl der Mandate ermittelt. Nur das Parlament (Grosser Rat) von Appenzell Innerrhoden, dem Kanton mit der niedrigsten Einwohnerzahl, gibt keine Auskunft über die Parteizugehörigkeit der Mitglieder. Es sind alle Parteien aufgelistet, die in der Bundesversammlung vertreten sind.
| Partei | Kanton                 | Mandate    | Mandatsanteil | Wahljahr |
| ------ | ---------------------- | ---------- | ------------- | -------- |
| BDP    | Graubünden             | 23 von 120 | 19,2 %        | 2018     |
| CVP    | Wallis                 | 48 von 130 | 36,9 %        | 2021     |
| EDU    | Thurgau                | 5 von 130  | 3,8 %         | 2020     |
| EVP    | Bern                   | 10 von 160 | 6,3 %         | 2018     |
| FDP    | Appenzell Ausserrhoden | 24 von 65  | 36,9 %        | 2019     |
| glp    | Zürich                 | 23 von 180 | 12,8 %        | 2019     |
| GPS    | Neuenburg              | 19 von 100 | 19,0 %        | 2021     |
| Lega   | Tessin                 | 18 von 90  | 20,0 %        | 2019     |
| PdA    | Neuenburg              | 8 von 100  | 8,0 %         | 2021     |
| Sol.   | Genf                   | 6 von 160  | 6,0 %         | 2018     |
| SP     | Basel-Stadt            | 30 von 100 | 30,0 %        | 2020     |
| SVP    | Thurgau                | 45 von 130 | 34,6 %        | 2020     |

## Vereinigte Staaten
Hauptartikel: Rote Staaten und blaue Staaten
Die Demokraten haben ihre Hochburgen an der West- und Ostküste, in Großstädten sowie in Gebieten mit einem hohen Bevölkerungsanteil von Schwarzen und Hispanics. Die Republikaner hingegen im ländlichen Raum, im Landesinneren sowie in den konservativ geprägten Südstaaten.

## Vereinigtes Königreich
Die Conservatives erringen ihre Parlamentsmandate vor allem in den ländlichen Regionen Englands. Labour hat seine Hochburgen in städtischen Gebieten, vor allem in und um London, Liverpool, Manchester und Newcastle, sowie in Wales. Die separatistische SNP ist seit Mitte der 2010er die dominierende Partei in Schottland und errang bei den vorletzten Unterhauswahlen fast alle Sitze in Schottland. Die Liberal Democrats haben ihre Hochburgen in Universitätsstädten. Bis vor einigen Jahren waren sie auch in Schottland stark.